# Absolute Christmas 2
Absolute Christmas 2, kompilation i serien Absolute Christmas udgivet i 1997. 

## Spor

### Disc 1
1. Elton John – "Step Into Christmas"
2. Spice Girls – "Sleigh Ride"
3. Tiggy – "When You Wish Upon a Star"
4. Dana – "It's Gonna Be A Cold Cold Christmas"
5. The Pretenders – "Have Yourself A Merry Little Christmas"
6. John Denver – "Please Daddy (Don't get Drunk This Christmas)"
7. Cliff Richard – "Saviour's Day"
8. Carnie & Wendy Wilson – "Rudolph The Red Nosed Reindeer"
9. Eartha Kitt – "Santa Baby"
10. Darlene Love – "All Alone On Christmas"
11. Boney M – "When A Child Is Born"
12. Alan Jackson – "A Holly Jolly Christmas"
13. Natalie Cole – "Jingle Bells"
14. Henning Stærk – "Blue Christmas"
15. Kølig Kaj – "Kaj I Kanen"
16. Paul McCartney – "Pipes Of Peace"

### Disc 2
1. Air Supply – "Winter Wonderland"
2. Tamra Rosanes – "I Saw Mommy Kissing Santa Claus"
3. Elvis Presley – "Santa Claus Is Back In Town"
4. Backstreet Boys – "Christmas Time"
5. Jaki Graham – "Christmas Song"
6. Kate Bush – "December Will Be Magic Again"
7. Lars Lilholt – "Lad Julen Vare Længe"
8. Jim Reeves – "Silver Bells"
9. Ella Fitzgerald – "Frosty The Snow Man"
10. Harry Belafonte – "Mary's Boy Child"
11. Agnetha Fältskog – "Nu Tändes Ljus"
12. Enya – "Oiche Chiún (Silent Night)"
13. Diana Ross – "Ave Maria"
14. Donna Summer – "O, Come All Ye Faithful"
15. Aled Jones – "Walking In The Air"
16. ABBA – "Happy New Year"